# Félix Desruelles
Félix-Alexandre Desruelles nació en 1865 en Valenciennes y murió en 1943 es un escultor francés. Fue miembro del Instituto y la Academia de Bellas Artes.
En 1939 ocupa un sillón como académico de Escultura en Bellas Artes.

## Obras
- El Busto de Henri Ghesquière, y una figura de piedra (una hija-madre), se inauguró en Lille en 1922.
- Un monumento a Jean Jaurès esculpido por Félix Desruelles fue inaugurado el domingo 20 de enero 1924 en Dole (Jura) (39)[1] Este monumento periódicamente mantenido y adornado con flores. Se encuentra en la plaza Jean Jaurès, frante a la antigua bolsa de trabajo.

- La fuente Pastoral (1925), situada en la plaza (square) Félix Desruelles del VI Distrito de París
- El monumento a los muertos de Auchel, 1928, en el Pas-de-Calais es uno de los pocos monumentos a los muertos pacifistas.
- El monumento a los muertos de Commentry representa a un agricultor descubriendo la tumba de un soldado en su campo, el hombre se recoge, apoyado sobre una hoz. Está inscrito en el monumento el texto : La ville de Commentry à ses enfants victimes de la guerre (la ciudad de Commentry a los niños víctimas de la guerra).[2]

- El monumento a Henri Legrand, profesor fusilado en Valenciennes en 1918, erigido en 1928 en Valenciennes.
- El monumento a los fusilados de Lille , realizado en 1929 (ver la foto). Destruido por los Alemanes en 1940 fue reconstruido por la viuda del escultor Germaine Oury-Desruelles (1889-1978) en 1960.
- El monumento a los muertos de Arras, realizado en 1930.
- El memorial de Jean Jaurès en el ayuntamiento de Lille, realizado en 1932 (actualmente retirado).
- Escultura en honor a Matías Cousiño, en la ciudad chilena de Lota[3]

## Distinciones
- Segundo Prix de Rome en 1891
- Premio Nacional de los Salones de 1897
- Medalla de Oro de la Exposición Universal en 1900
- La Square Félix-Desruelles del VI Distrito de París, lleva su nombre.